# William Meyers
William Meyers est un boxeur sud-africain né le 23 juillet 1943 à Johannesburg, et mort le 7 mai 2014.

## Carrière
Il participe aux Jeux olympiques de Rome en 1960 en combattant dans la catégorie poids plumes et remporte la médaille de bronze à l'âge de 17 ans.